# Nissan EXA
Nissan Pulsar EXA и Nissan EXA — спортивные автомобили, выпускавшиеся и продававшиеся компанией Nissan Motor Company с 1983 по 1986 и с 1986 по 1990 год. Первое поколение внутренне обозначалось индексом NA и продавалось в Японии, а второе поколение внутренне обозначалось N13. В Северной Америке обе модели продавались подразделением Nissan USA под названием Nissan Pulsar NX.

## Nissan Pulsar EXA (N12; 1982—1986)
Впервые Nissan Pulsar EXA был представлен в апреле 1982 года. Модель разрабатывалась в Токио. В Северной Америке автомобиль был известен как Pulsar NX. Некоторые детали были позаимствованы у Nissan Sentra.
Кузов автомобиля разрабатывался с помощью системы автоматизированного проектирования, при этом инженеры-кузовщики тесно сотрудничали с дизайнерами. Краткое описание дизайна состояло в том, чтобы создать характерную аэродинамическую форму с использованием как можно большего количества компонентов Pulsar и Sunny. Интерьер задней части идентичен Renault Fuego.
Вместо овальной приборной панели, которая была у Pulsar, EXA/NX получил более угловатый дизайн.

### Технические характеристики
Nissan Pulsar EXA оснащался инжекторными и карбюраторными двигателями семейства E15. В мае 1983 года автомобиль стал оснащаться двигателем E15ET с турбонаддувом мощностью 85 кВт (113 л. с.) при 5600 об/мин. Такие же характеристики были и у Сингапурских версий, где максимальная скорость ограничивалась до 185 км/ч при разгоне до 100 км/ч за 8,8 секунд. До марта 1983 года зеркала заднего вида устанавливались на крыльях.

### Экспортные рынки
Nissan EXA продавался в Северной Америке с 1983 года с двигателем E16S мощностью 51 кВт (69 л. с.) при 5200 об/мин, а позже в моторную гамму был добавлен двигатель E15ET мощностью 77 кВт (103 л. с.) при 6500 об/мин. Двигатели сочетались в паре с пятиступенчатой механической или же с трёхступенчатой автоматической трансмиссией.

### Галерея

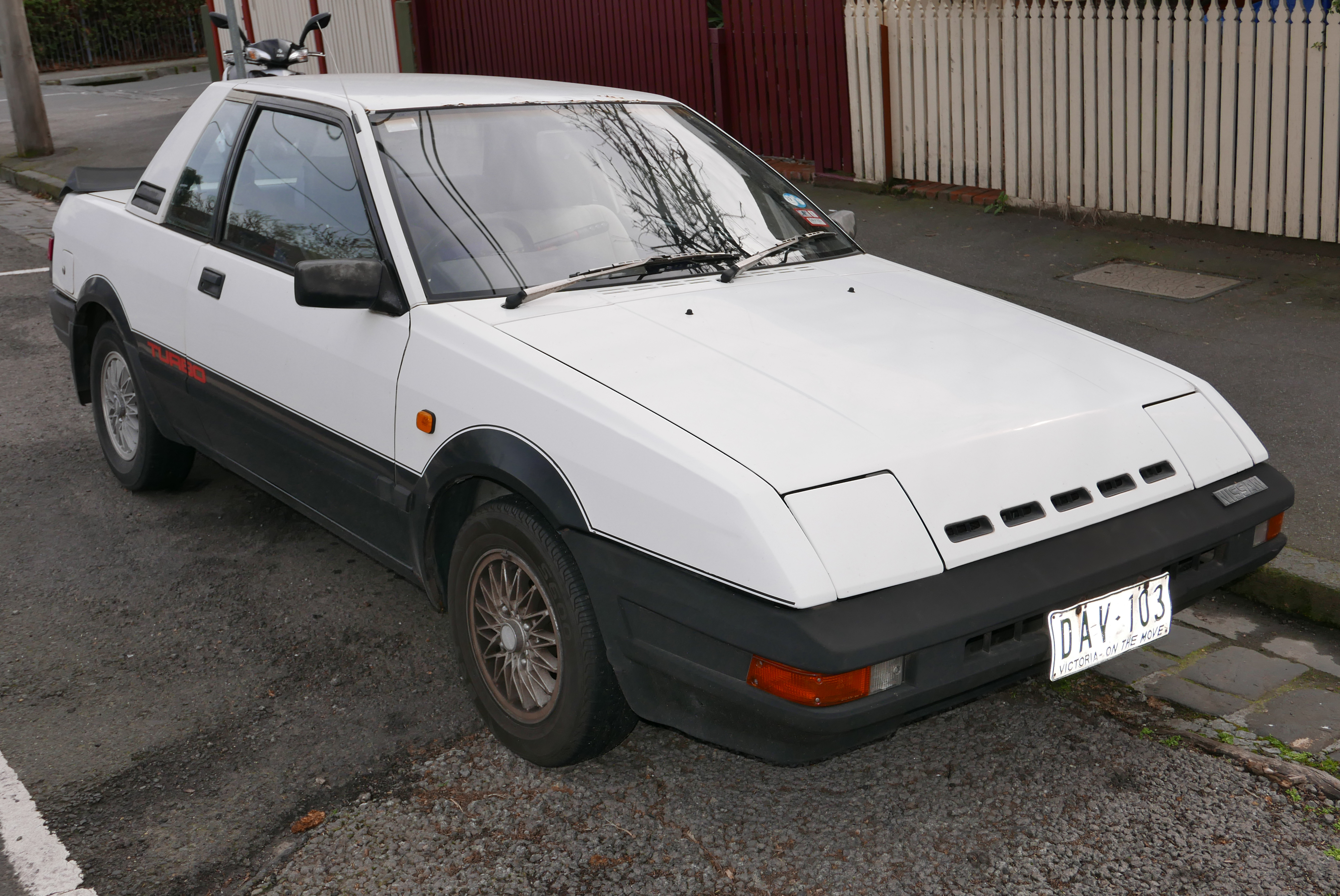
1985 Nissan Pulsar (N12) EXA
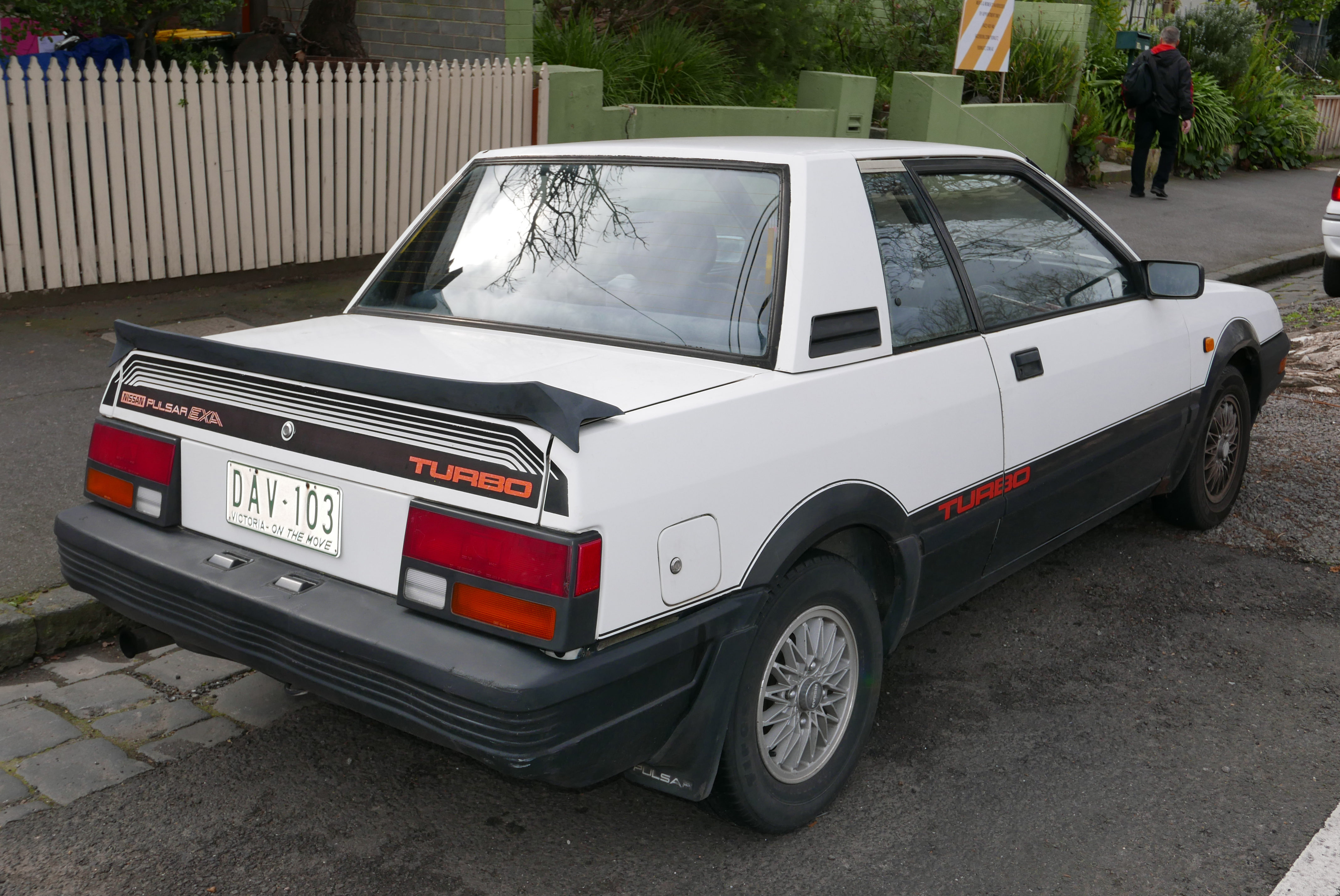
Вид сзади
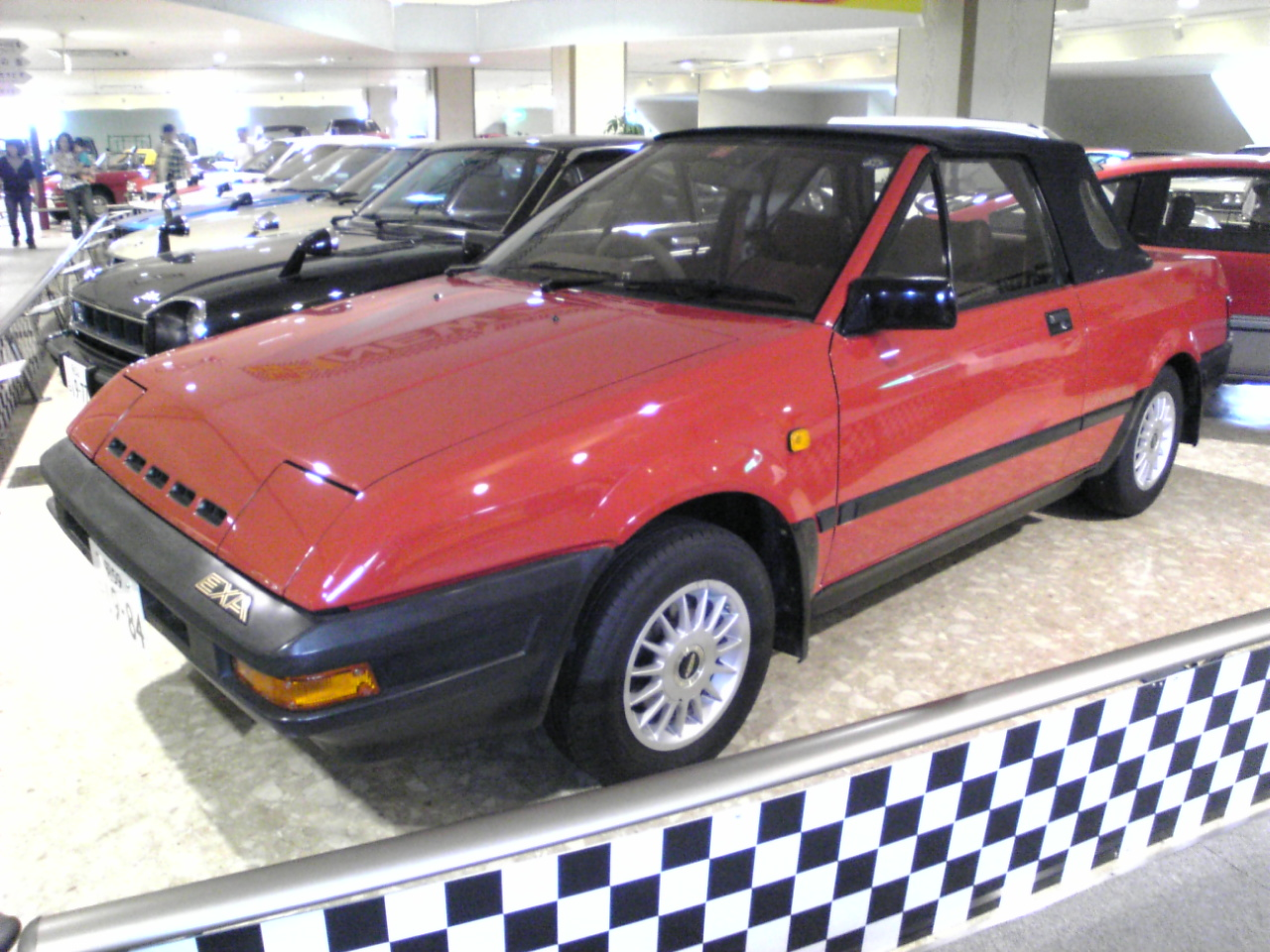
Кабриолет Nissan Pulsar EXA (Япония)
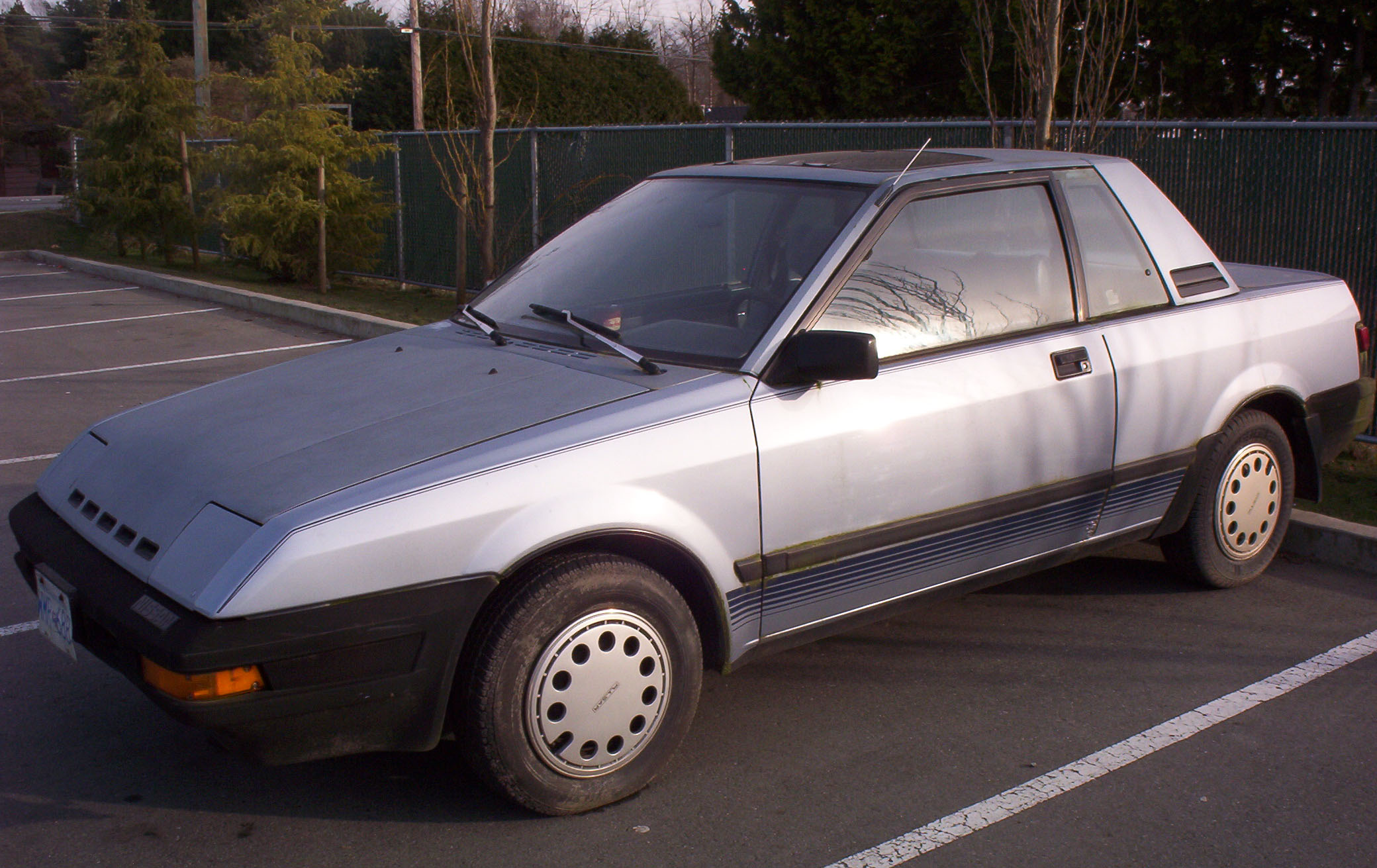
Nissan Pulsar NX

## Nissan EXA (N13; 1986—1990)
Выпущенный в 1986 году N13 EXA продавался в Японии как Nissan EXA и в Северной Америке как Nissan Pulsar NX. Дизайн был задуман в студии Nissan Design International (ныне Nissan Design America) в Сан-Диего, Калифорния, и в нём были общие черты с внедорожником Nissan Pathfinder/Terrano (WD21). Дизайн выполнен под руководством президента NDI Джерри Хиршберга, главного дизайнера Blue Studio Аллана Флауэрса и Дуга Уилсона. Автомобиль оснащался двигателем CA16DE.
В Австралии EXA 1 серии (1986—1987) выпускался с двигателем CA16DE, виниловыми задними сиденьями, передними вентилируемыми дисковыми тормозами, задними барабанными тормозами и усилителем рулевого управления. EXA 2 серии (1988—1989) оснащался двигателем CA18DE и матерчатыми задними сиденьями. EXA 3 серии (1990—1991) оснащался задними дисковыми тормозами, улучшенными сиденьями и электростеклоподъёмниками.
Nissan EXA Solaire, в свою очередь, отличался электростеклоподъёмниками, пятиспицевыми легкосплавными колёсными дисками и несколько иным передним бампером. В 1991 году компания Eastman Kodak провела конкурс из пяти полностью укомплектованных Nissan EXA 3 серии. Kodak EXA отличался эксклюзивной перламутрово-жёлтой окраской. В 1988 году в конкурсе на победу был предложен EXA 1986 года выпуска, который использовался на сцене во время концерта Кайли Миноуг, первоначально он был серо-белого цвета, но для конкурса был окрашен в розовый.
В Северной Америке Pulsar NX продавался в комплектациях XE (с 1,6-литровым двигателем E16i в 1987—1988 годах и 1,6-литровым двигателем GA16i в 1989—1990 годах) и SE (с 1,6-литровым двигателем CA16DE в 1987 году и 1,8-литровым двигателем CA18DE в 1988—1990 годах).

### Двигатели

#### 1987
- 1,6 л E16i (1597 см3, одноточечный TBI, SOHC)
- 1,6 л CA16DE (1598 см3, многоточечный EFI, DOHC)

#### 1988
- 1,6 л E16i (1597 см3, одноточечный TBI, SOHC)
- 1,8 л CA18DE (1809 см3, многоточечный EFI, DOHC)

#### 1989
- 1,6 л GA16i (1597 см3, одноточечный TBI, SOHC)
- 1,8 л CA18DE (1809 см3, многоточечный EFI, DOHC)

#### 1990
- 1,6 л GA16i (1597 см3, одноточечный TBI, SOHC)
- 1,8 л CA18DE (1809 см3, многоточечный EFI, DOHC)

### Галерея

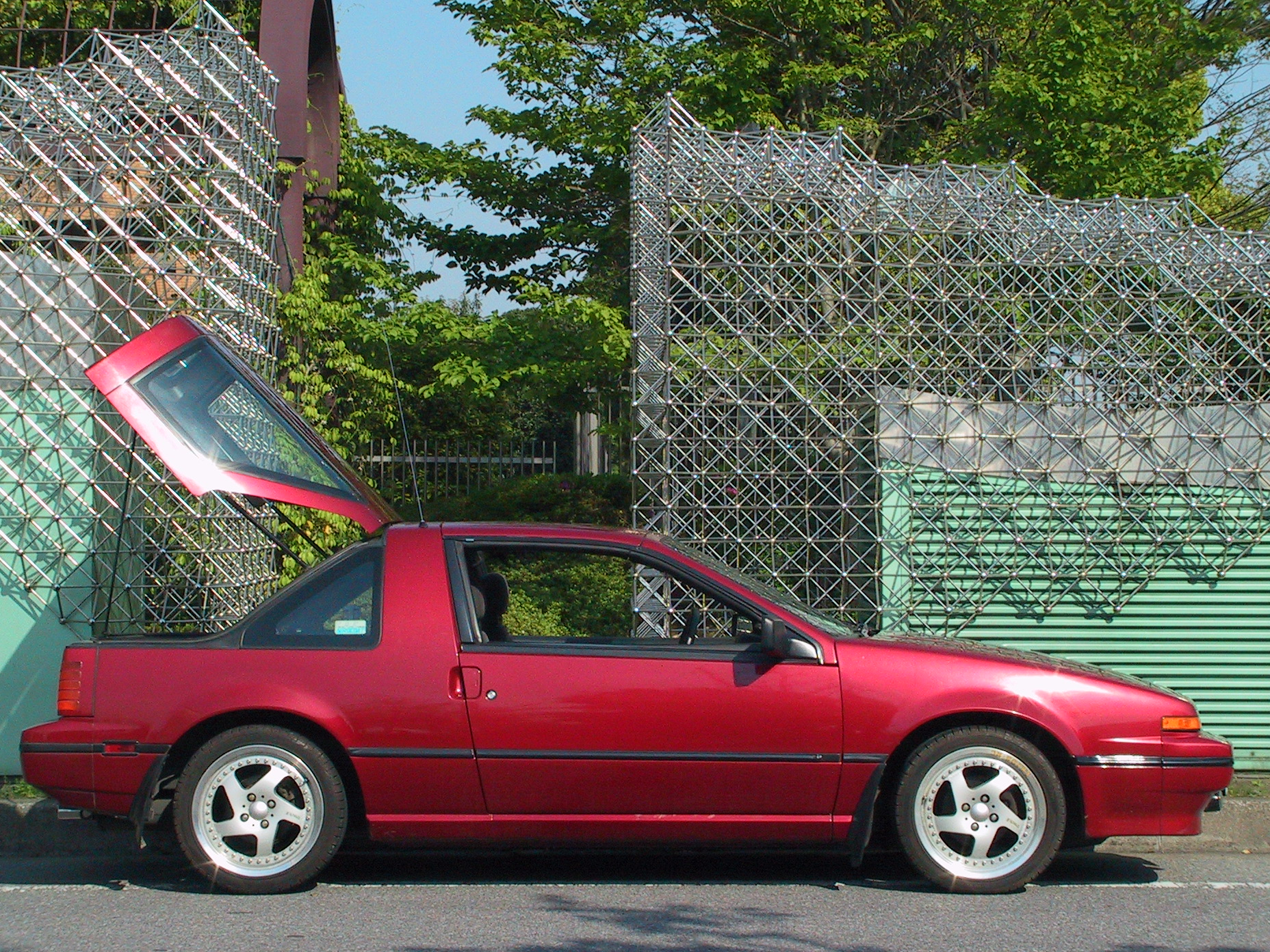
Nissan EXA N13
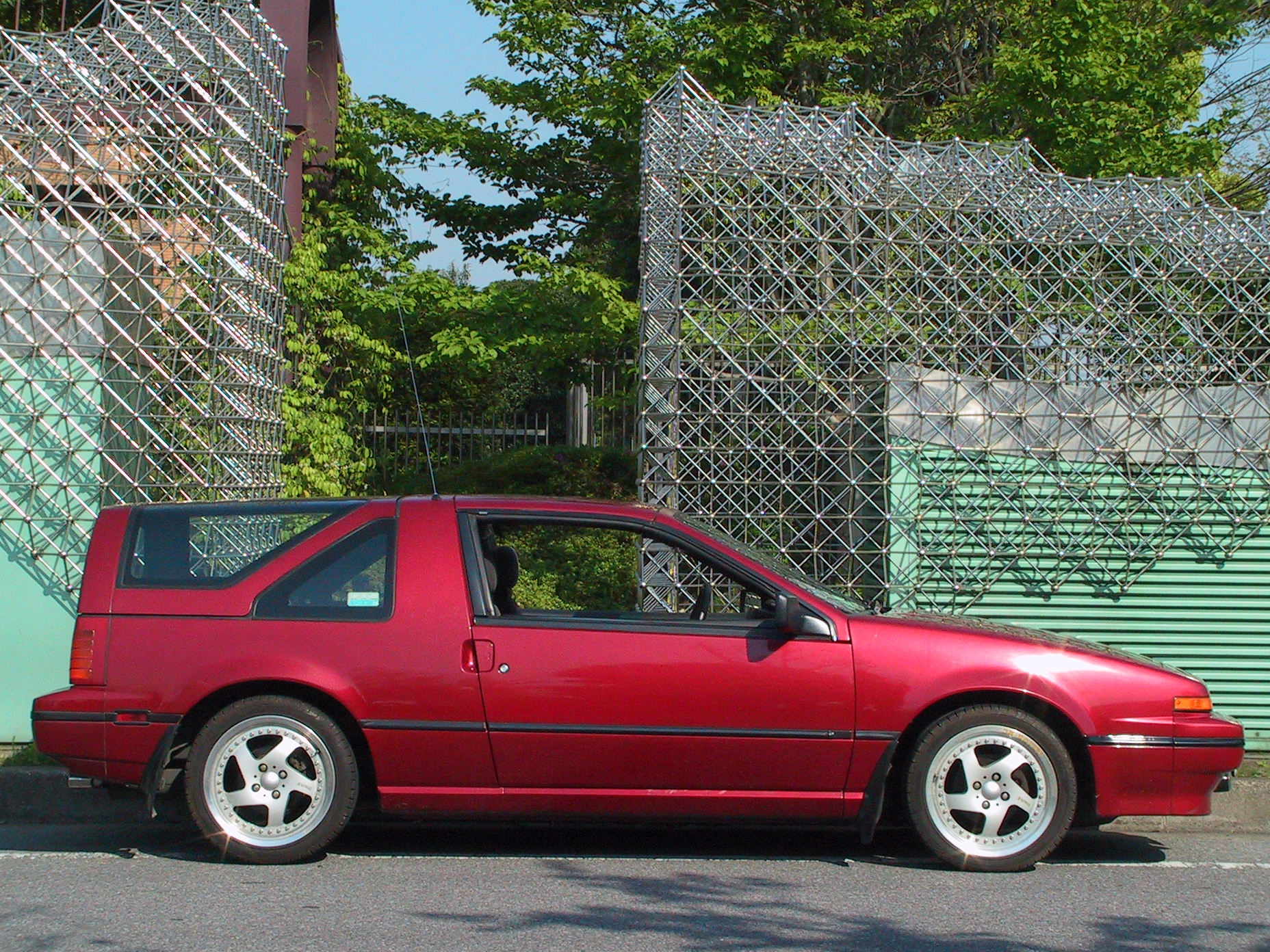
Nissan EXA N13
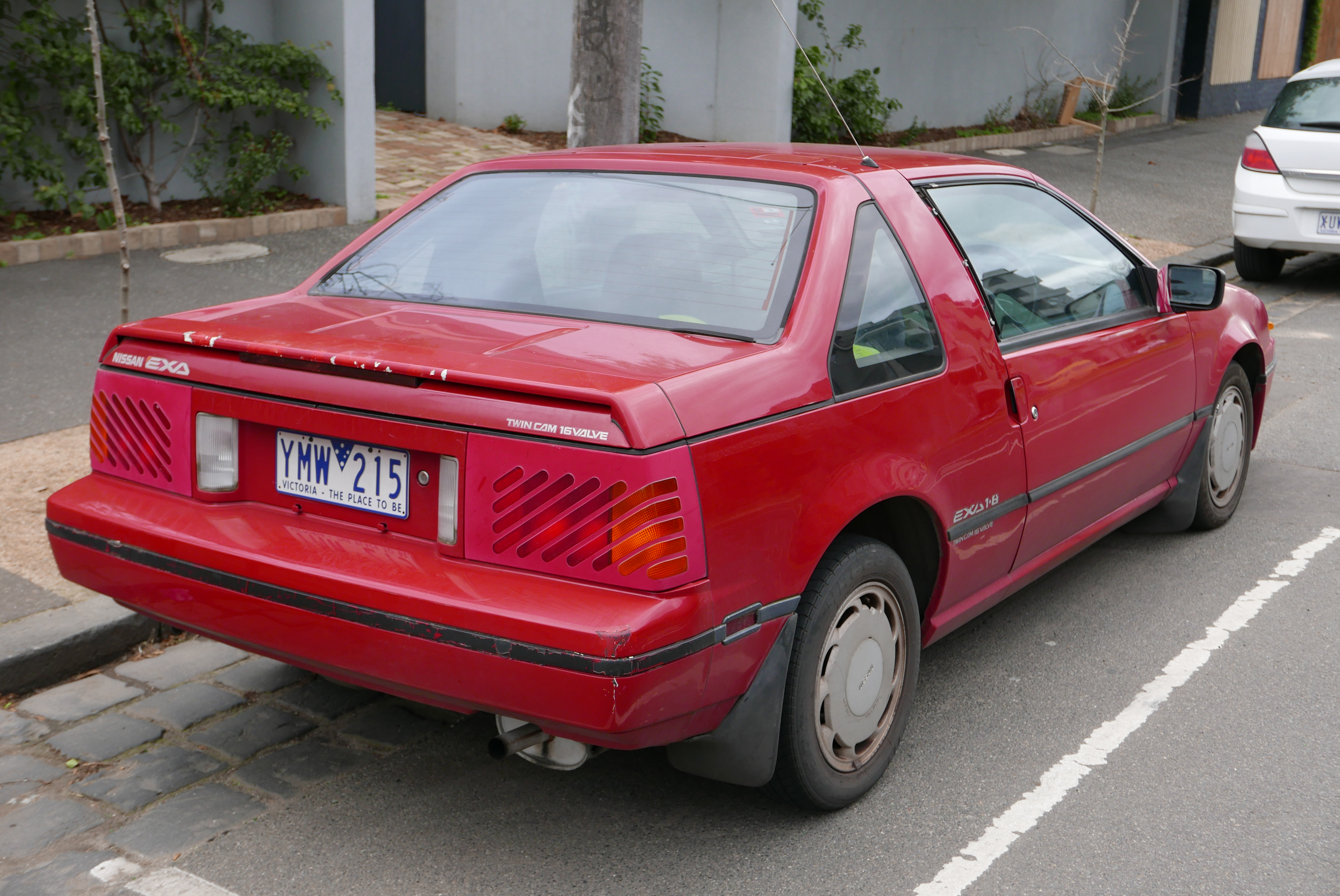
1988—1990 Nissan EXA (Австралия)